# Relações entre Angola e Estados Unidos
As relações entre Angola e Estados Unidos são as relações diplomáticas estabelecidas entre a República de Angola e os Estados Unidos da América.

## História

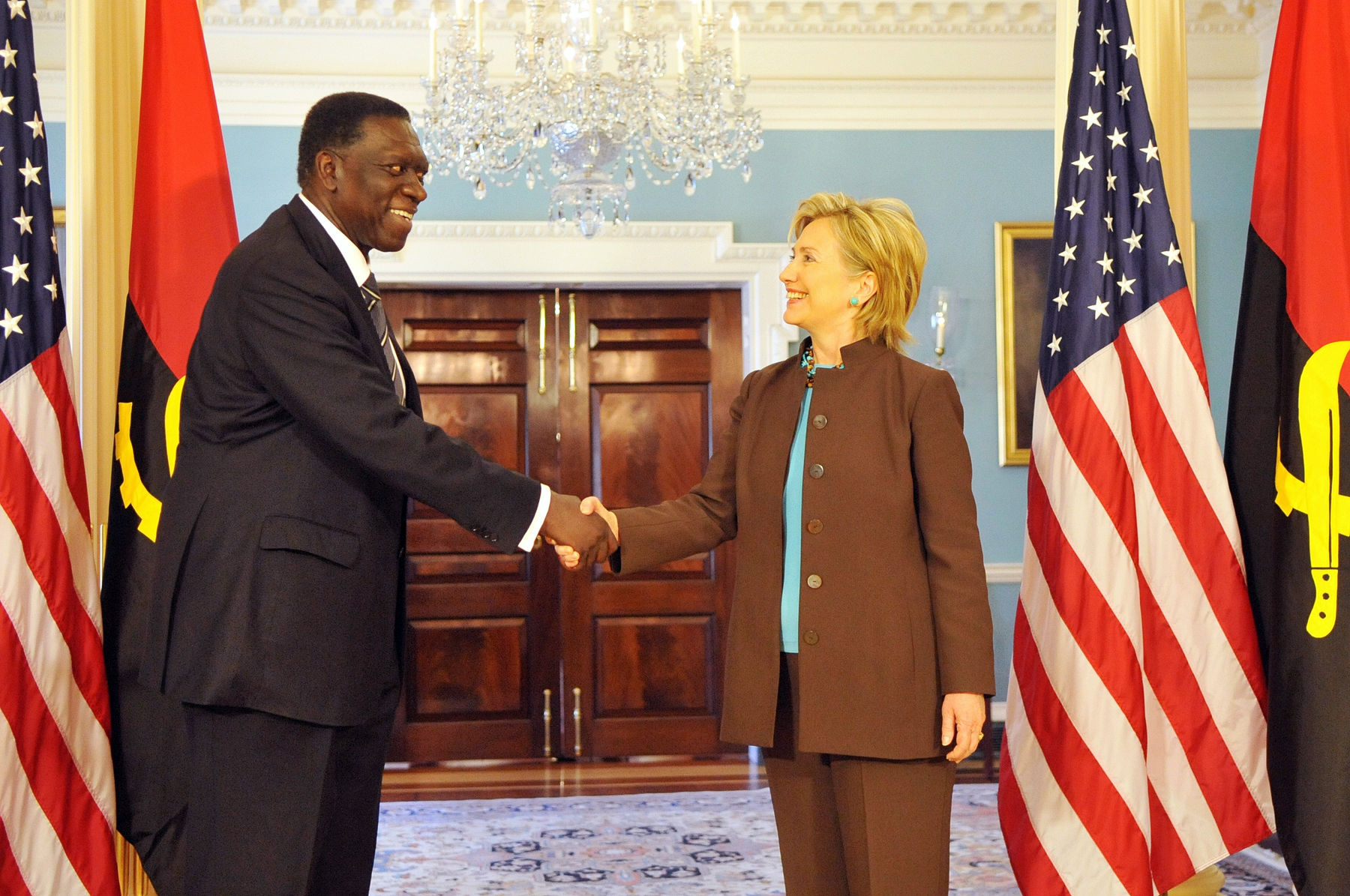
Hillary Clinton num encontro com o ministro das Relações Exteriores de Angola, Assunção Afonso dos Anjos.

Apesar de reconhecerem a independência das antigas colónias portuguesas, o governo dos Estados Unidos (assim como o governo de Portugal) não reconheceu o governo de Angola declarado pelo Movimento Popular de Libertação de Angola (MPLA). Os Estados Unidos continuaram a evitar o reconhecimento de um governo angolano por causa das preocupações sobre a presença contínua das tropas de combate cubanas em Angola e do seu envolvimento nos conflitos regionais. Após anos de guerra civil, Angola realizou as suas primeiras eleições multipartidárias em 1992. O governo eleito concordou em assinar um acordo de paz com a União Nacional para a Independência Total de Angola (UNITA), o partido que estava no poder antes da eleição. Em resposta, o presidente dos Estados Unidos, Bill Clinton, reconheceu formalmente o novo governo de Angola a 19 de maio de 1993, usando o seu pronunciamento para exortar a UNITA a aceitar uma solução negociada.
Desde o fim da Guerra Civil Angolana, em 2002, os objetivos da política externa estado-unidense no país africano têm sido o de promover e fortalecer as instituições democráticas, promover a prosperidade económica, melhorar a saúde, e consolidar a paz e a segurança. Os Estados Unidos têm trabalhado em parceria com Angola para remover milhares de minas terrestres e auxiliar os refugiados de guerra e os deslocados internos a regressarem às suas casas.